# Румънска православна църква
Румънската православна църква (на румънски: Biserica Ortodoxă Română) е автокефална поместна православна църква. Диоцезът ѝ обхваща територията на Румъния.
Румънската православна църква е единствената православна църква, която използва в литургиите романски език – румънския.
Румънската православна църква е разделена на 6 митрополии и 10 архиепископии. В Румъния има над 400 православни манастира, както и 14 500 църкви. Извън територията на Румъния под юрисдикцията на РПЦ съществуват и три митрополии и две епископии.